# Федеральная территория
Федеральная территория — это  территориальное образование федерации, не относящееся ни к одному её субъекту и подчинённое непосредственно федеральной власти.

## Федеральные территории России
В Российской Федерации этот тип административных единиц возник в 2020 году. Федеральная территория России может входить или не входить в состав региона — субъекта федерации, иметь или не иметь местные налоги и сборы. Режим государственного управления конкретной федеральной территории России определяется федеральным законом, на основании которого она образована.
С 22 декабря 2020 года в России существует одна федеральная территория: «Сириус».

## Федеральные территории других стран
17 федераций из 27-ми существующих в мире включают территории, не входящие ни в один из субъектов федерации и управляющиеся напрямую федеральным центром.

### Современные
- Три федеральные территории существуют в Малайзии: Путраджая, Куала-Лумпур (столица) и Лабуан.
- В Нигерии существует включающая столицу Федеральная столичная территория.
- Статус, аналогичный ФТ, имеет Австралийская столичная территория, до 1938 года носившая название «Территория федеральной столицы».
- В США схожий статус имеет Округ Колумбия.

### Прочие
- В Пакистане до 2018 года существовала Территория племён федерального управления.
- В Венесуэле есть планы придать статус федеральной территории её федеральным владениям.